# Château de Saint-Izaire
Le château de Saint-Izaire est un château épiscopal du XIVe siècle situé sur la commune de Saint-Izaire dans l'Aveyron. Il domine un méandre du Dourdou. Il sert tour à tour de résidence d’été des évêques de Vabres et de lieu de refuge face aux dangers du moment.
Le château fait l'objet d'un classement au titre des Monuments historiques depuis le 19 avril 1991.

## Historique
- Le château est construit par Guillaume Rotlindes (ancêtre des actuels Rollinde de Beaumont)[réf. nécessaire] qui en fait don à l'abbaye de Vabres près de Saint-Affrique (le document écrit attestant du don est encore conservé à notre époque).
- En 1317, le prieuré et la coseigneurie de Saint-Izaire deviennent propriété des nouveaux  évêques de Vabres.
- Pendant la guerre de Cent Ans, Étienne de Vassignac, 7e évêque, prend le parti des Anglais qui installent une garnison au château. Elle s’y maintient jusqu’en janvier 1370. Guillaume de Bastidos, 9e évêque, entreprend la restauration des remparts.
- Au XVe siècle, les évêques s’installent à Saint-Izaire. Les chanoines de Vabres réclament le retour de  Jean de Pierre, 10e évêque.
- À l’époque de la Réforme, les crises ramènent les évêques à Saint-Izaire, notamment après 1568, année où la cathédrale et le palais épiscopal de Vabres sont incendiés par Antoine de Crussol.  François Ier de la Valette-Cormusson, 17e évêque, doit payer une rançon et se réfugie à Saint-Izaire.
- François III de la Valette-Cornusson, 20e évêque, commence la réalisation de nouveaux appartements en 1639 et 1644 qui se poursuit jusqu’à Louis de Baradat, 23e évêque et filleul de Louis XIV. Ce dernier réunit des synodes diocésains au château, notamment en 1679.
- En 1710, le château tombe en ruines. Jean de la Croix de Castries, 25e et dernier évêque, le fait déclarer « en vétusté », ce qui le dispense de son entretien.
- En 1791, le château est mis en vente comme bien national ; il est acquis par un ancien fermier de l’évêque.
- En 1819, une nouvelle vente a lieu ; des lots sont constitués.
- En 1845, la partie occupée par le presbytère est acquise par la commune.
- En 1852, les sœurs de Saint-Joseph de Lyon achètent le reste du château pour y diriger une école et un pensionnat ; les sœurs d’Estaing leur succèdent.
- En 1988, la commune devient propriétaire de la totalité du bâtiment qu'elle loue à l’association « Vie et Château », qui y crée un petit musée à la mémoire du passé du village et des habitants de Saint-Izaire.
- En 2004, le château accueille les locaux de la mairie et depuis, des visiteurs.

## Description
Cet édifice massif en pierre rouge, de plan quadrangulaire, était gardé au milieu de l'aile sud par une haute tour-donjon démolie de moitié au XIXe siècle. On y retrouve des fresques murales dans le donjon datant du XIVe siècle, des escaliers en vis et un plafond dans la chambre des évêques de style baroque datant du XVIIe siècle.

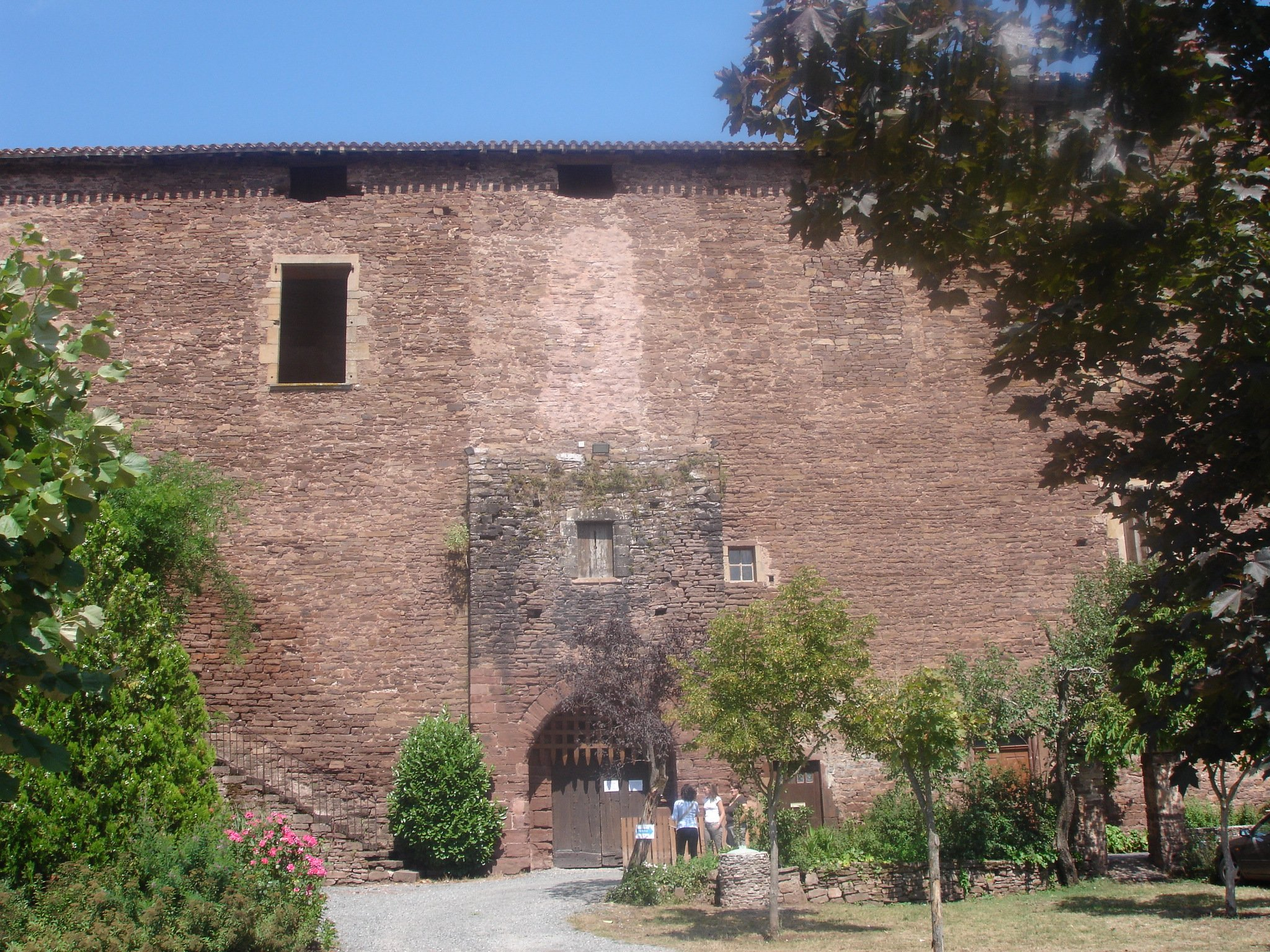
Façade sud ouest.
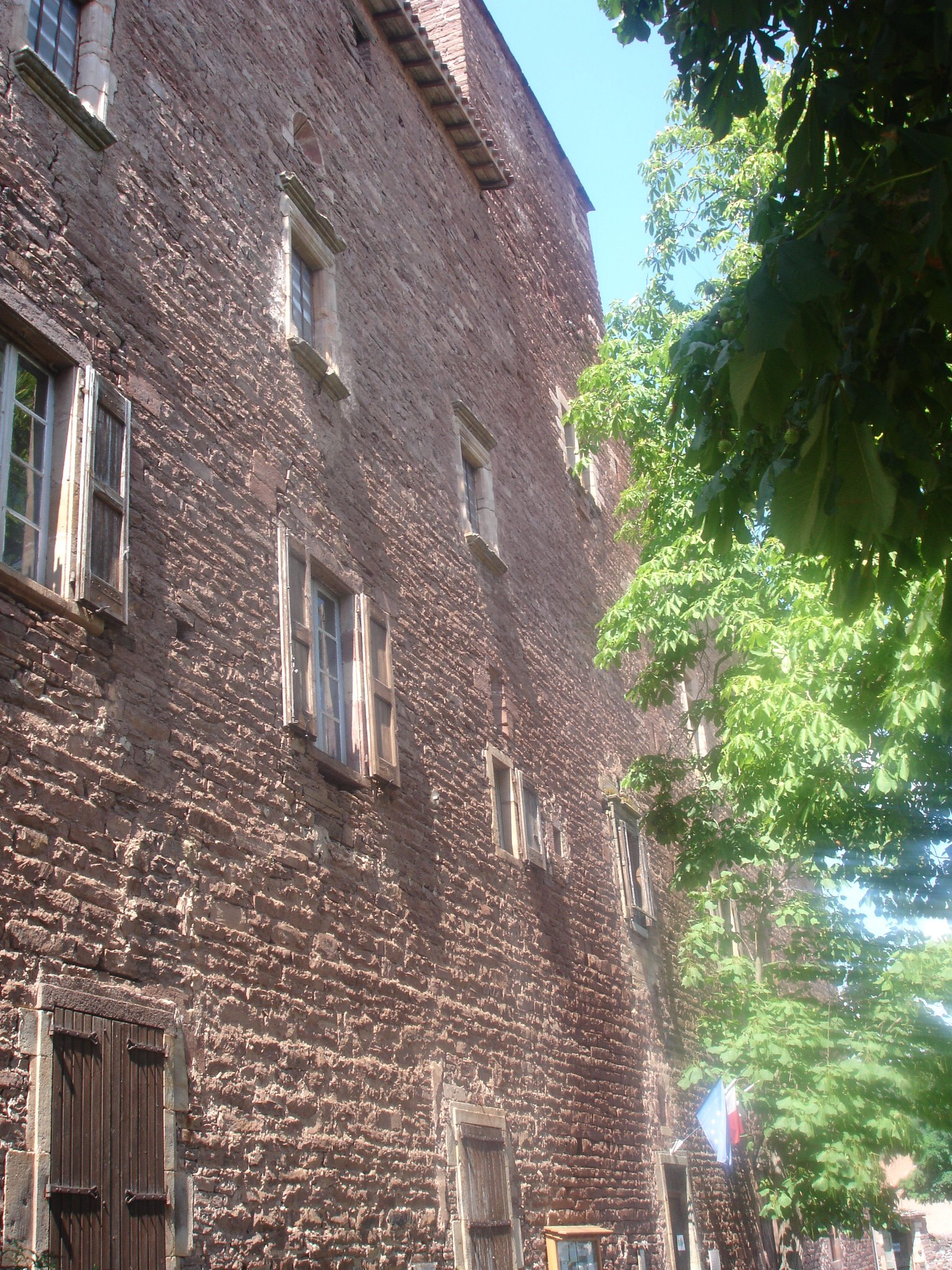
Façade sud est.